# کتابخانه فیلسوفان زنده

جلد کتاب فلسفهٔ سید حسین نصر

کتابخانه فیلسوفان زنده مجموعه کتاب‌هایی است که هر مجلدش اختصاص به یکی از فیلسوفان زنده جهان دارد و شامل زندگی‌نامه فکری، کتابشناسی و مجموعه‌ای از مقالات تفسیری و انتقادی توسط دیگر فیلسوفان دربارهٔ فیلسوف مورد بحث و پاسخ‌های وی می‌باشد. این مجموعه یک منبع ارزشمند دربارهٔ آرای فلاسفه و تفاسیر آنها معاصر می‌باشد.
اشخاصی که تا کنون کتابی به آنها اختصاص یافته است عبارتند از:
۱. جان دیوئی (۱۹۳۹)
۲. جرج سانتایانا (۱۹۴۰)
۳. آلفرد نورث وایتهد (۱۹۴۱)
۴. جرج ادوارد مور (۱۹۴۲)
۵. برتراند راسل (۱۹۴۴)
۶. ارنست کاسیرر (۱۹۴۹)
۷. آلبرت انیشتن (۱۹۴۹)
۸. جرج ادوارد مور (۱۹۵۲)
۹. کارل یاسپرس (۱۹۵۷)
۱۰. چارلی دانبار برود (۱۹۵۹)
۱۱. رودلف کارناپ (۱۹۶۳)
۱۲. مارتین بوبر (۱۹۶۷)
۱۳. کلارنس ایروینگ لویس (۱۹۶۸)
۱۴. کارل پوپر (۱۹۷۴)
۱۵. برند بلانشارد (۱۹۸۰)
۱۶. ژان پل سارتر (۱۹۸۱)
۱۷. گابریل مارسل (۱۹۸۴)
۱۸.ویلارد کواین (۱۹۸۶)
۱۹. جرج هنریک فون وریکت (۱۹۸۹)
۲۰. چارلز هارتسهورن (۱۹۹۱)
۲۱. آلفرد جی آیر (۱۹۹۲)
۲۲. پل ریکور (۱۹۹۵)
۲۳. پل ویس (۱۹۹۵)
۲۴. هانس-گئورگ گادامر (۱۹۹۷)
۲۵. رودریک چیشولم (۱۹۹۷)
۲۶. پیتر فردریک استراوسن (۱۹۹۸)
۲۷.دونالد دیویدسن (۱۹۹۹)
۲۸.سید حسین نصر (۲۰۰۰)
۲۹. مارجوری گرین (۲۰۰۲)
۳۰.یاکو هینتیکا (۲۰۰۶)
۳۱. مایکل دامت (۲۰۰۷)
۳۲. ریچارد رورتی (۲۰۱۰)
۳۳. آرتور دانتو (۲۰۱۳)
۳۴. هیلاری پاتنم (۲۰۱۵)
۳۵. اومبرتو اکو (۲۰۱۷)
۳۶. ژولیا کریستوا (۲۰۲۰)
در دست انتشار:
۱.مارتا نوسبوم